# Gustav Bockermann
Gustav Bockermann (* 12. September 1894 in Stedefreund; † 13. März 1973 in Bielefeld) war ein deutscher Politiker und Kreisleiter der NSDAP.

## Leben
Gustav Bockermann wurde als Sohn des Tischlermeisters Ernst Bockermann geboren und besuchte nach dem Volksschulabschluss die Präparandenanstalt in Schildesche. Im Anschluss daran war er von 1912 bis 1914 Teilnehmer am Lehrerseminar in Lüdenscheid. Bei Kriegsausbruch meldete er sich freiwillig und kam zu einem Regiment in Rastatt. 1915 wurde er schwer verwundet. Als Leutnant der Reserve besuchte er nach der Revolution 1918 noch einige Monate das Lehrerseminar, bevor er im Juli 1919 die Lehrerprüfung ablegte. Er fand eine Stelle als Lehrer an der evangelischen Volksschule in Gladbeck und übte diese Tätigkeit bis zum Jahre 1935 aus, als er Rektor an der Pestalozzischule in Bottrop wurde. 
Zum 1. November 1931 trat er der NSDAP bei (Mitgliedsnummer 728.661) und war vom 1. Oktober 1932 bis 1934 Kreisleiter der NSDAP in Gladbeck.
Zum 1. April 1936 kehrte er als Leiter der evangelischen Augusta-Volksschule nach Gladbeck zurück. Hier blieb er bis April 1938, als er Schulrat des Landkreises Coesfeld wurde. Dieses Amt hatte er bis 1945 inne. In der Zeit vom 30. September 1933 bis zum 28. November 1934 war Bockermann ehrenamtlicher Beigeordneter der Stadt Gladbeck. Er wurde auf eigenen Antrag wegen Arbeitsüberlastung aus dieser Funktion entlassen.
Bockermann nahm als Soldat der Wehrmacht am Krieg teil und war Juli 1941 Kompanieführer, bis er im August 1944 Hauptmann beim Stab wurde. Er geriet in Kriegsgefangenschaft und wurde in verschiedene Internierungslager verbracht, zuletzt in Fallingbostel, wo er am 14. November 1947 entlassen wurde. Im Entnazifizierungsverfahren wurde er in die Kategorie IV eingestuft. Nach der Neufeststellung im Jahre 1951 (Kategorie V) konnte er, nachdem er als Hilfsarbeiter in einer Bielefelder Textilfirma gearbeitet hatte, ab dem 1. Mai 1952 wieder als Volksschullehrer an der Sudbrackschule in Bielefeld tätig sein. Als Rektor ging er in den Ruhestand.